# GP Ouest-France 2010
GP Ouest-France 2010 var den 73. udgave af løbet og blev kørt den 22. august 2010. Løjpen bestod af en rute som blev kørt 13 gange og som til sammen udgjorde 248,3 km. Dette var den sjette sæson løbet havde ProTour-status. 
Udover de 18 ProTour-hold blev Vacansoleil, BMC Racing Team, Skil-Shimano, Cervélo TestTeam, Saur-Sojasun, Cofidis og Bbox Bouygues Télécom inviteret til at deltage.

## Resultater
|    | Rytter             | Hold                | Tid     |
| -- | ------------------ | ------------------- | ------- |
| 1  | Matthew Goss       | Team HTC-Columbia   | 6:37.53 |
| 2  | Tyler Farrar       | Garmin-Transitions  | + 0.00  |
| 3  | Yoann Offredo      | Française des Jeux  | + 0.00  |
| 4  | Leonardo Duque     | Cofidis             | + 0.00  |
| 5  | José Joaquín Rojas | Caisse d'Epargne    | + 0.00  |
| 6  | Mauro Santambrogio | BMC Racing Team     | + 0.00  |
| 7  | Peter Sagan        | Liquigas-Doimo      | + 0.00  |
| 8  | Francesco Gavazzi  | Lampre-Farnese Vini | + 0.00  |
| 9  | Marco Marcato      | Vacansoleil         | + 0.00  |
| 10 | Romain Feillu      | Vacansoleil         | + 0.00  |

## Ekstern henvisning
- Officiel side Arkiveret 19. oktober 2011 hos  Wayback Machine